# Eurytetranychus koreanus
Eurytetranychus koreanus är en spindeldjursart som beskrevs av Ehara 1995. Eurytetranychus koreanus ingår i släktet Eurytetranychus och familjen Tetranychidae. Inga underarter finns listade i Catalogue of Life.